# Dasycondylus
Dasycondylus là một chi thực vật có hoa trong họ Cúc (Asteraceae).

## Loài
Chi Dasycondylus gồm các loài: